# Соковнин, Михаил Евгеньевич
Михаи́л Евге́ньевич Соковни́н (22 июля 1938, Москва — 13 июля 1975, Москва) — советский поэт, прозаик, переводчик, экскурсовод.

## Биография
Михаил Соковнин родился 22 июля 1938 года в Москве в артистической семье.
Начал заниматься творчеством ещё во время учёбы в столичной школе № 123: издавал вместе с друзьями рукописный журнал «Дымоход», в котором были стихи, рисунки и литературные манифесты.
Окончил отделение русского языка и литературы Московского педагогического института.
На протяжении всей жизни летом читал лекции по русской драматургии в Театральном музее им. А. А. Бахрушина, зимой — экскурсоводом в музеях-заповедниках «Щелыково», «Болдино», «Поленово», «Мураново», читал лекции на туристических речных пароходах. В круг общения Соковнина входили поэты и художники советского авангарда: Всеволод Некрасов, Эрик Булатов, Олег Васильев.
Отличался высокой образованностью: хорошо разбирался в истории России, Золотого и Серебряного веков русской культуры.
Писал стихи, прозу (сборник коротких рассказов «Листы из книги Вариус» — совместно с Александром Мальковым, повесть «Обход профессора»), драматические произведения («Замечательные пьесы»), занимался поэтическими переводами. В частности, перевёл ряд стихотворений и поэму «Дева Орлеана» английского поэта Альфреда Теннисона. Значительная часть стихотворений Соковнина сохранилась благодаря магнитофонным записям — с них они в том числе расшифровывались для поздних публикаций. Чтение Соковнина — не артистическое: «Читал так, как он считал нужным, чтобы звучали стихи. Равнодушно. Равномерно. Иногда с жестикуляцией. Но актёрства в нем не было», — вспоминал фотограф Константин Доррендорф.

При жизни Соковнин не опубликовал ни одной книги. Первые публикации состоялись в 1978 году в Париже. Лишь в 1995 году в московском издательстве «Граффити» вышел сборник «Рассыпанный набор», в который включены его поэзия, проза и пьесы, сопровождённые предисловием Всеволода Некрасова. В 2012 году в серии «Библиотека московского концептуализма Германа Титова» в Вологде вышла книга «Проза и стихи», в которую были включены все тексты из «Рассыпанного набора», а также из журнальных публикаций и ранее не печатавшиеся.

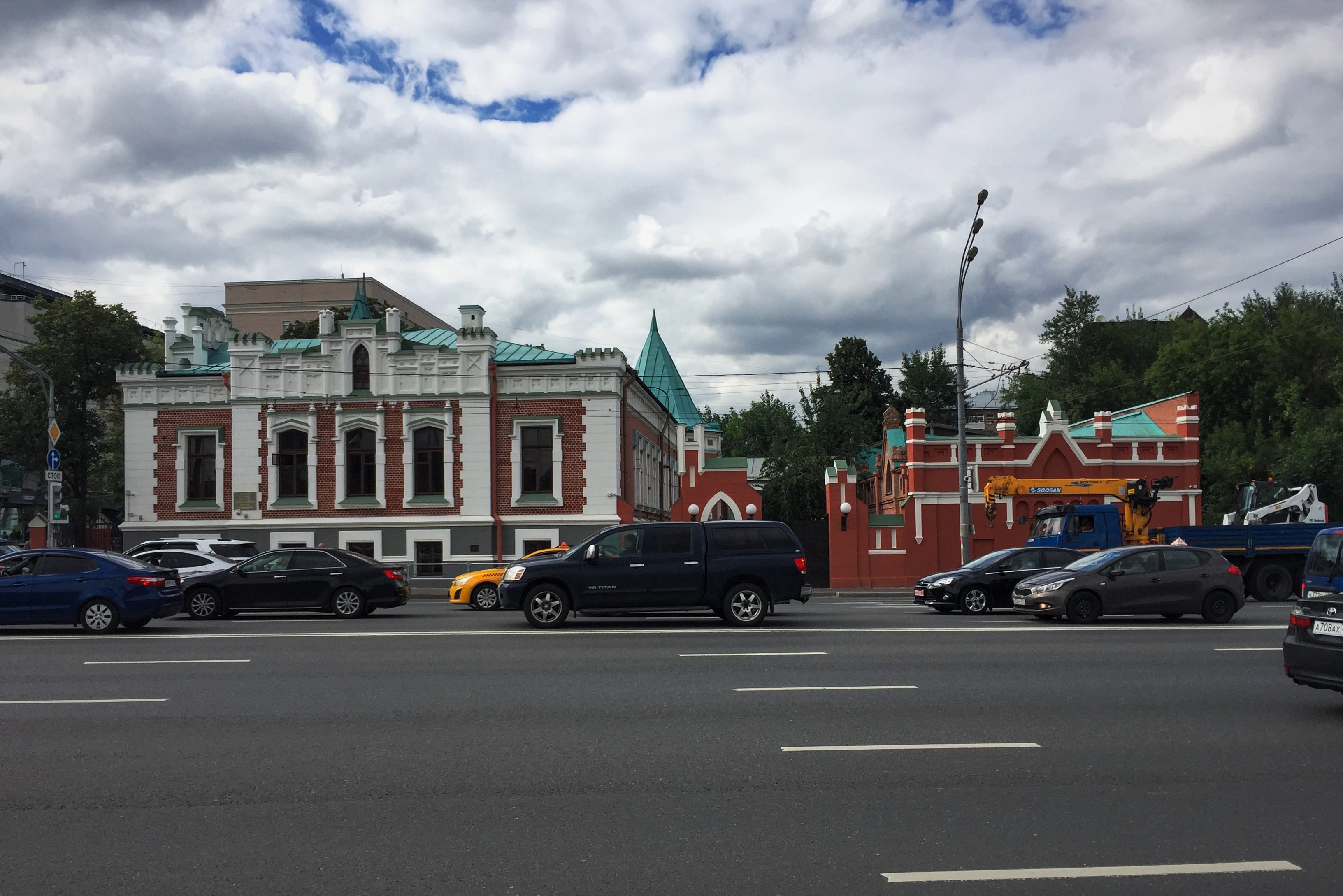
Здание Театрального музея в Москве на Зацепском Вале, где Михаил Соковнин работал до конца жизни

С детства страдал от врождённой болезни сердца. Незадолго до смерти попал в больницу, где 26 июня 1975 года написал последнее стихотворение «Мы рыбы. Нас из моря Смерти…».
Умер 13 июля 1975 года в Москве. Похоронен на Ваганьковском кладбище.

## Особенности творчества
Творческое наследие Соковнина невелико: по мнению поэта Ивана Ахметьева, потому, что он «принадлежал к числу авторов, не пишущих лишнего». В его поэзии встречаются как стихи, написанные в традиционной силлабо-тонической метрике, так и модернистские, близкие к эстетике «лианозовской школы» — с поиском дополнительных смыслов за счёт парономазии, разбивания слов, акцентирования дополнительных созвучий.
По опы-
ту по-
топа

Соковнин создал оригинальный жанр «конкретистской» поэмы — предметник. Произведения этого жанра (их у Соковнина четыре) основываются на перечислениях, которые с помощью как прямого значения, так и контекста создают художественное содержание.
…петровская,
перцовая,
малая берцовая,
чумай,
зверобой,
зверя убей,
пьет на убой.
Добавить?
Бодает.
Доедает.
Надоедает.
Ае, ае…
Гурджаани?
Граждане!
Гурджаани…Поэма «Цирк Олимп»
Иван Ахметьев называет вершиной творчества Соковнина поэму «Застеклённая терраса», в которой на фоне дачной жизни идёт речь о русской и природной жизни.
…низкая дверка,
крошечный мокрый сад,
картошка,
роса,
роскошный закат,
осень — оса,
печаль и пчела,
Большая Медведица,
есть и другие созвездия.

## Критика

Обложка первого сборника Михаила Соковнина «Рассыпанный набор»

Иван Ахметьев называет Соковнина одним из пионеров русского постмодернизма в прозе. В его поэзии он обращает внимание на постоянное исследование возможностей стиха — даже в пределах традиционных метров.
Поэт Всеволод Некрасов сопоставляет его с Андреем Сергеевым, Павлом Улитиным, Сашей Соколовым, Борисом Вианом. В прозе Соковнина он отмечает «тенденцию органического текста», перехода прозы в стих. Повесть «Обход профессора» он называет «древнечеховской трагедией». По мнению Некрасова, творчество Соковнина выходит за пределы постмодернизма.
Взять слово на язык — и было Мишино дело. И собственно стихи сложились, когда и стихи стали Вариус — «предметники» — (иначе сказать, обрели естественно конкретичную форму) — и прочлись тем же голосом, без неловкости. Хотя (потому-то) и остались (и стали) лирикой. Уже поэтому в расхожий «постмодерн» Соковнин не вмещается.
Исследователь и поэт Виктор Иванов (Виктор Іванів), рецензируя «Листы из книги Вариус», отметил, что в них за «экзальтированной выходкой» и «подборкой смешных случаев» кроется «документ искалеченных судеб», «вердикт принудительной или даже всеобщей медицине». Он находил в этом аналогию со «Случаями» Даниила Хармса. Что же касается стихов Соковнина, то исследователь в основном характеризовал их как элегии с оригинальной новой рифмой. По мнению Виктора Іваніва, Соковнин сосредоточен на идее предела и освобождающей смерти, как и Евгений Баратынский и Николай Заболоцкий. Он также обращает внимание на влияние поэтического строя Владимира Маяковского и Велимира Хлебникова, а также русской поэзии барокко.
Исследовательницы Г. В. Зыкова и Е. Н. Пенская, называя Соковнина значительным, но недостаточно оценённым поэтом, рассматривают авторский жанр предметника как поэтический травелог, основанный на мотиве путешествия, важном для советской литературы и публицистики 1960-70-х годов.

## Семья
Отец — Евгений Николаевич Соковнин (1904—1973), оперный режиссёр и педагог.
Мать — Ольга Михайловна Мартынова, балерина Большого театра, автор одной из первых в СССР диссертаций о балете.
Жена Наталья. Спустя три года после смерти Михаила Соковнина вышла замуж за его друга, художника Эрика Булатова.